# Brouwerij Het Nest
Brouwerij Het Nest is een Belgische brouwerij uit Oud-Turnhout.

## Achtergrond
De brouwerij had oorspronkelijk als naam Hobbybrouwerij Het Nest en ontstond uit een groep vrienden uit de omgeving van Turnhout die in 2000 de bierproefclub Orde van de Zatte Mus oprichtten. Enkelen volgden een cursus bier brouwen en een kleine brouwinstallatie werd aangekocht. Eind 2006 werd een eerste proefbrouwsel gemaakt. Sindsdien wordt regelmatig geëxperimenteerd met brouwsels. In 2007 werd een eerste blijver geproduceerd, dat later de naam Schuppenboer zou krijgen. Omdat het zo succesvol was, werd besloten het elders grootschaliger te laten brouwen. Dit is het systeem dat Het Nest lange tijd bleef hanteren: er werd geëxperimenteerd tot een recept op punt stond. Dan werd een brouwopdracht gegeven aan een grotere brouwerij. In 2015 verhuisde de brouwerij van Turnhout naar Oud-Turnhout, waar een grote brouwinstallatie werd geïnstalleerd.
Omdat de thuisbasis van Het Nest Turnhout is, de stad van de speelkaarten, werd gekozen om naam van de bieren daar direct aan te verbinden. Het doel is om een grote straat in bieren op de markt te brengen: 10, boer, dame, heer en aas.
De bieren worden verkocht in verschillende landen en continenten. Sinds 2017 worden de bieren ook verkocht in Brazilië, waar ze gebrouwen worden door een plaatselijke brouwerij.
In augustus 2018 lanceerde brouwerij Het Nest voor het eerst bieren in blikjes. Het betreft de Pokerface en het Kelderbier, twee bieren met een laag alcoholpercentage. Omdat de brouwerij geen eigen installatie heeft om bier in blik te bottelen, werd een mobiele bottelinstallatie uit Luxemburg gehuurd.

## Bieren

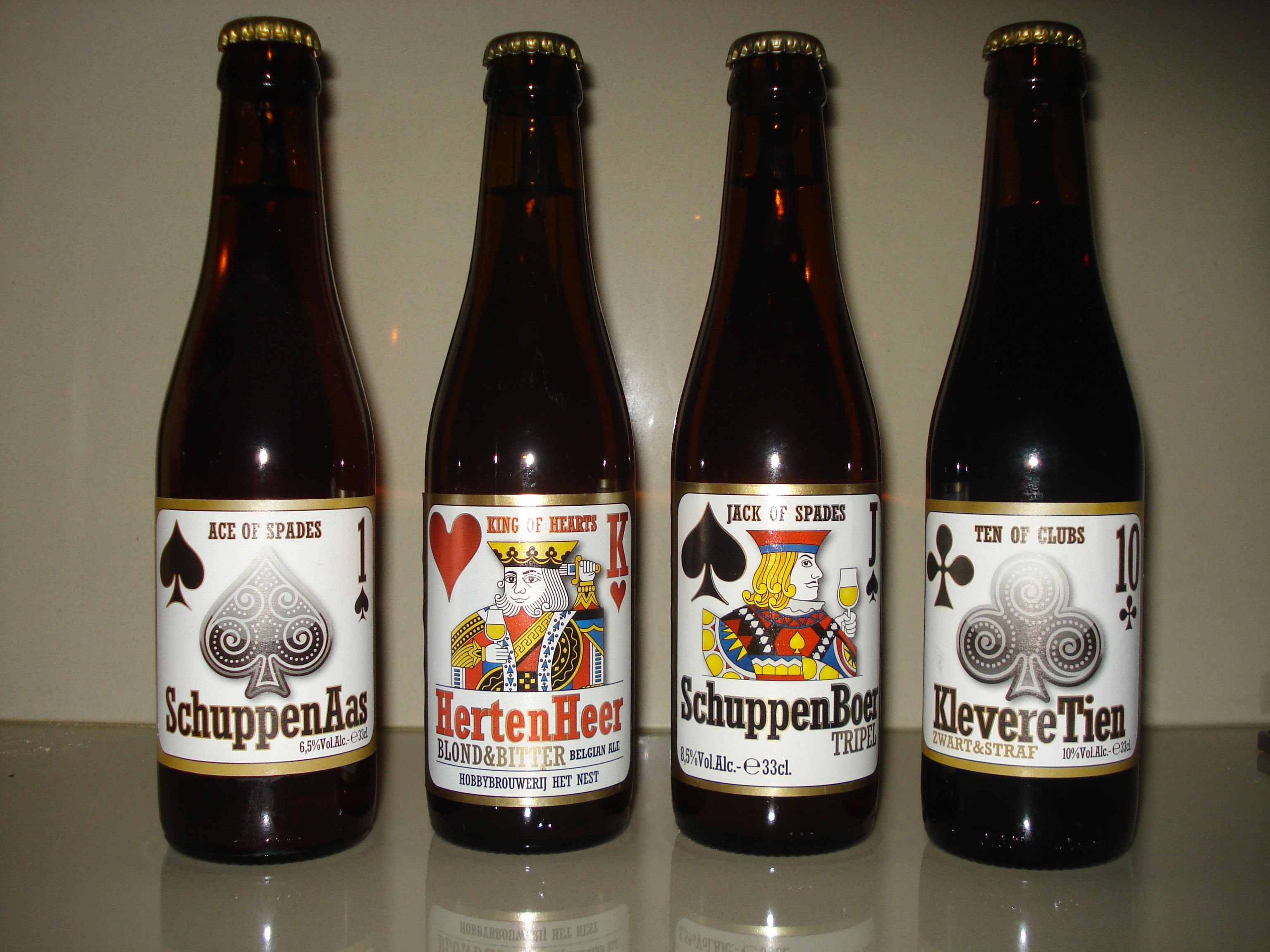
Turnhoutse bieren

- HertenHeer, amberkleurig bier van 6,5%
- KlevereTien, donker winterbier van 10%
- SchuppenBoer, tripel van 8,5%
- SchuppenAas, amberkleurig bier van 6,5%
- KoekeDam, saison van 6,5%
- Turnhoutse Patriot, saison van 6,5%
- Liene, in opdracht gebrouwen tripel van 7%
- Dead Man's Hand, Russian Imperial Stout van 10%, gerijpt op eikenhouten vaten (enkel voor de Amerikaanse markt)
- Four Aces Barley Wine, amberkleurig bier van 9%
- Four Aces Black IPA, donker IPA bier van 7%
- Four Aces Session IPA, blond IPA bier van 3,5%
- Four Aces White IPA, blond IPA bier van 5,3%
- Four Aces Kelderbier, een pils van 5,5%
- PokerFace, witbier van 5,5%
- TwoFacedJack, mengbier van SchuppenBoer en KlevereTien van 10,0%